# Placówka Straży Celnej „Szwarcenowo”

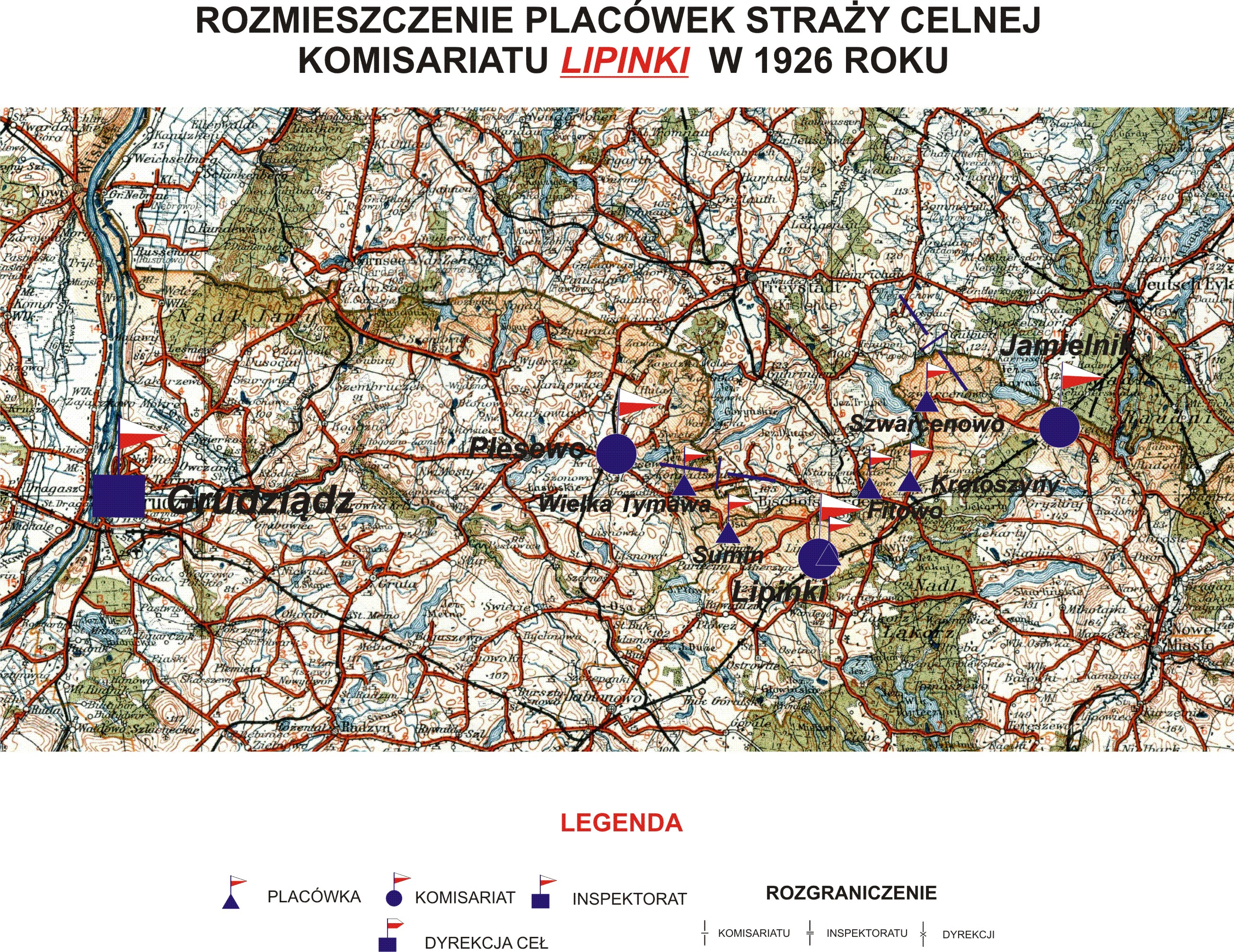
Rozmieszczenie placówek SC komisariatu "Lipinki" w 1926 r.

Placówka Straży Celnej „Szwarcenowo” – jednostka organizacyjna Straży Celnej pełniąca w okresie międzywojennym służbę ochronną na granicy polsko-niemieckiej.

## Formowanie i zmiany organizacyjne
Na wniosek Ministerstwa Skarbu, uchwałą z 10 marca 1920 roku, powołano do życia Straż Celną. Od połowy 1921 roku jednostki Straży Celnej rozpoczęły przejmowanie odcinków granicy od pododdziałów Batalionów Celnych. W 1922 roku w Lipinkach stacjonował sztab 1 kompanii 16 batalionu celnego. Kompania wystawiała między innymi placówkę w Szwarcenowie. Pododdziały 16 batalionu celnego zostały zluzowane przez strażników celnych 14 marca 1922 roku o godzinie 12:00 . Proces tworzenia Straży Celnej trwał do końca 1922 roku. Placówka Straży Celnej „Szwarcenowo” weszła w podporządkowanie komisariatu Straży Celnej „Lipinki” z Inspektoratu SC „Grudziądz”.
W drugiej połowie 1927 roku przystąpiono do gruntownej reorganizacji Straży Celnej. W praktyce skutkowało to rozwiązaniem tej formacji granicznej. Ochronę północnej, zachodniej i południowej granicy państwa przejęła powołana z dniem 2 kwietnia 1928 roku Straż Graniczna.
Rozkazem nr 1 z 12 marca 1928 roku w sprawach organizacji Mazowieckiego Inspektoratu Okręgowego Naczelny Inspektor Straży Celnej gen. bryg. Stefan Pasławski określił strukturę organizacyjną komisariatu SG „Krotoszyny”. Placówka Straży Granicznej I linii „Szwarcenowo” znalazła się w jego strukturze.

## Służba graniczna
Sąsiednie placówki
- placówka Straży Celnej „Wonna” ⇔ placówka Straży Celnej „Krotoszyny” – 1926[10]

## Funkcjonariusze placówki
Kierownicy placówki
| stopień    | imię i nazwisko, numer | okres pełnienia służby | kolejne stanowisko |
| ---------- | ---------------------- | ---------------------- | ------------------ |
| przodownik | Jan Simon (2727)       | był w 1926             |                    |

Obsada personalna placówki w 1926
- przodownik Jan Simon (2727)
- strażnik Franciszek Frąckowiak (2405)
- strażnik Feliks Markiewicz (2567)
- strażnik Józef Dorszewski (1655)
- strażnik Józef Joniak (2506)
- strażnik Wincenty Flak (2396)
- strażnik Kazimierz Gąsiorek (2299)
- strażnik Władysław Kluzik (111)
- strażnik Franciszek Kurek (1535)
- strażnik  Antoni Dembek (586)
- strażnik Józef Lewandowski (796)